# Basilika St. Peter (Caracas)

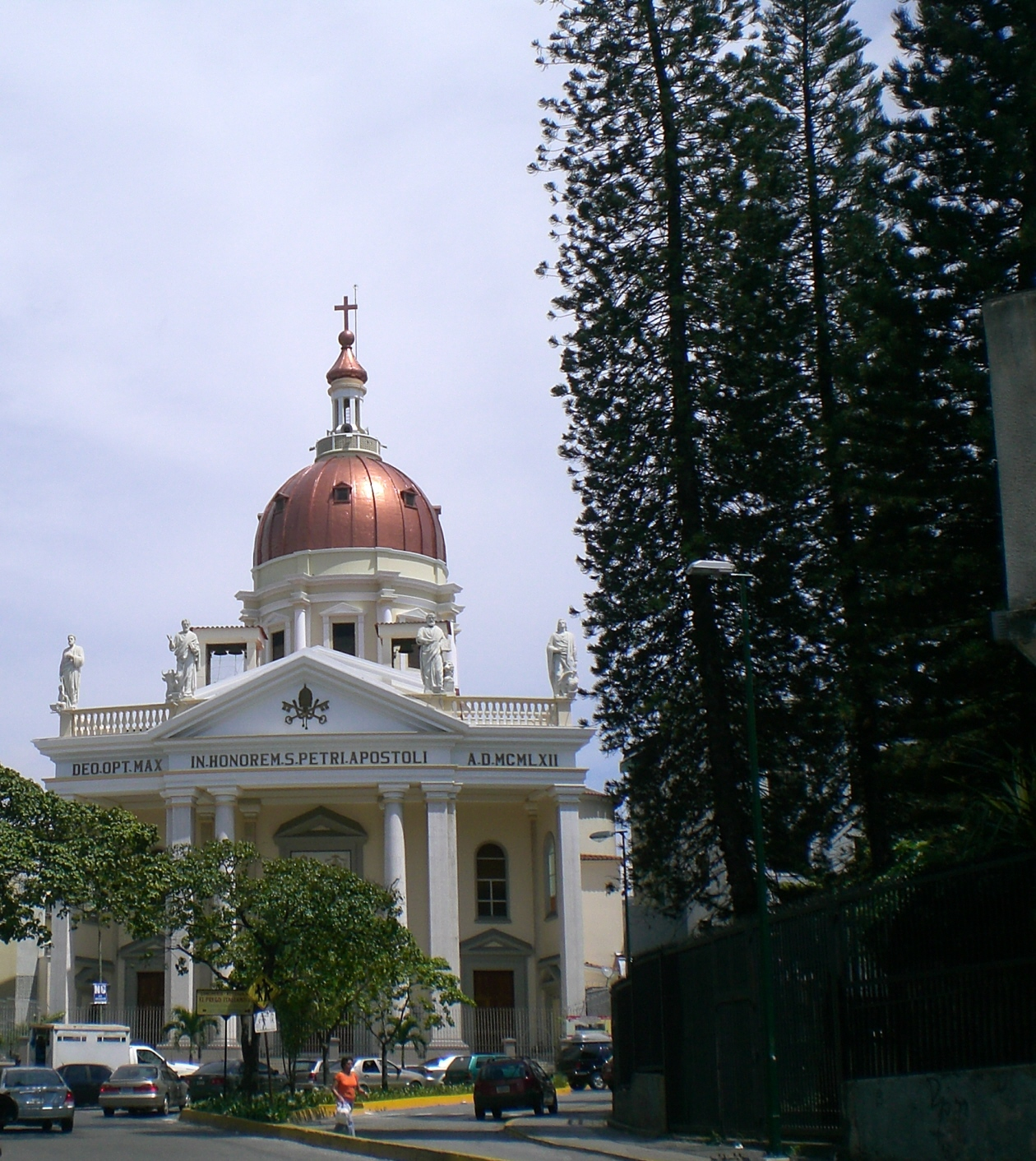
Fassade der Basilika

Die Basilika Apostel St. Peter (spanisch Basílica San Pedro Apóstol) ist eine römisch-katholische Kirche in Caracas, Venezuela. Die zum Erzbistum Caracas gehörende Kirche ist dem Apostel Petrus gewidmet und trägt den Titel einer Basilica minor. Sie wurde in den 1950er Jahren als verkleinerte Kopie des Petersdoms gebaut.

## Geschichte
Die Pfarrei San Pedro Apostel wurde am 25. März 1952 begründet und nutzte zunächst verschiedene Kapellen. Auf dem Grundstück des Klosters Valle Abajo wurde die Kirche nach Plänen des italienischen Architekten Marco Redimi erbaut. Die Grundsteinlegung erfolgte 1953. Am 25. Dezember 1954 feierte Bischof Rafael Arias Blanco die erste Messe in der Krypta und weihte die Kirche am 29. Juni 1959 als nunmehriger Erzbischof. 1962 erhob Papst Johannes XXIII. die Kirche in den Rang einer Basilica minor.

## Architektur
Die Kirche wurde im historisierenden Stil als Kopie des Petersdoms entworfen, aber mit den aktuellen Baustoffen Ziegelstein und Stahlbeton erbaut. Auf dem Grundriss einer Kreuzes erhebt sich die Vierungskuppel mit Laterne über einem Tambour. Am Portikus der Fassade befinden sich drei Skulpturen des Künstlers Ronaldo, die das Heiligste Herz Jesu, die Jungfrau Maria und den Apostel Petrus darstellen.
Die Altäre des Tempels stammen aus dem Jahr 1701 und wurden aus dem Kloster der Heimsuchung von Santa Maria de las Salesas von Sanremo in Italien hierher gebracht. Der Kreuzweg ist das Werk des brasilianischen Künstlers Carlos Oswald. Der ungarische Bildhauer G. Haynald fertigte ein Bildnis des hl. Pius X., aus der Werkstatt von Hendrik Coppejans stammen die Glasfenster; und ein Bronze-Christus wurde von Mario Campanella geschaffen.